# はい
はいとは日本語で質問に対する肯定を表す間投詞である。否定には「いいえ」を用いる。

## 歴史
「はい」は江戸時代に現れる語で、洒落本「婦美車紫鹿子」 (1774年) 高輪茶屋の段に以下の会話がある。
```
「口上をわすれるな」
「ハイかしこまりました」
```

それ以前は「おお」、「を」 (ウォ)、「う」、「せ」、そうであるの意味の「しかり」を用いていた。
語源に関しては専門家の中でも説が主に二つ存在し、「拝」が「はい」という丁寧な答えの言葉になったとする説と、中世から江戸時代前半にかけて「はい」と同じ場面で使われていた「あい」や「えい」の語が訛って「はい」に変化していったという説がある。また、学術的には否定されているが、俗説として、広東語の「係」(「ハイ」と発音する)が明治時代に日本語に導入されたなどする説が主張されることもある。
現在は、標準語における丁寧な肯定の最も一般的な間投詞である。また、呼び掛けに対する返事としても使われる。
その他、「ええ」も丁寧な肯定だが、「はい」よりは口語的である。会話で一般的な「うん」は俗語的であり、目上の人に対してや公の場では使用されない。

## 言語による用法の違い
英語などのヨーロッパ諸言語では、否定疑問文への回答は日本語と「イエス」と「ノー」の用法が逆になる。
例:「それは本当ではないのだろう？」（Isn't it true?）
「はい、本当ではありません」（No, it is not true.)
「いいえ、本当です」（Yes, it is true.)